# شون بيردي
شون لانس بيردي ، ولد في 3 يونيو 1993

 في بوكا راتون فلوريدا في الولايات المتحدة، هو ممثل وكوميدي وكاتب ومنتج ومخرجوكاتب أغاني أمريكي.
اشتهر بلعب دور إيميت بليدسو في مسلسل بُدّلتا عند الولادة لخمس مواسم، وفيلم ذا ساندلوت 2 ‏.

## سيرته

### الطفولة والتعليم
ولد شون بيردي في بوكا راتون بولاية فلوريدا، وهو ابن تيري وسكوت بيردي. ولد أصما في عائلة من الصم  ،  ، ولغة الإشارة الأمريكية (ASL) هي لغته الأم، ويظهر ذلك في معظم ظهورهاته في السينما والتلفزيون. كطالب في مدرسة إنديانا للصم ، تم انتخابه، في عامه الثاني، ملك جمال شباب صم أمريكا 2010 ، وهي مسابقة نظمتها منذ عام 1999 المدرسة النموذجية الثانوية للصم.

### المسار المهني
ظهر شون بيردي في عدة أفلام، كما حدث في عام 2005 في عصابة الأبطال 2 (بالإنجليزية: The Gang of Champions 2) باسم سامي سامويلسون، في عام 2006 ، في بونداج ، أو في عام 2008 ، في فيلمين بلغة الإشارة الأمريكية، عائلة الصم وأسطورة رجل الجبل .
وقدم إعلانا عن شركة سبرينت.
في عام 2011، فاز بدور إيميت بليدسو، ابن ميلودي بليدسو الذي لعبته مارلي ماتلن في المسلسل التلفزيوني بُدّل عند الولادة ، الذي أصبح أحد الشخصيات الرئيسية. في سبتمبر 2011، أطلق عليه موقع Deafpeople.com اسم «شخصية الصم لهذا الشهر».

## أعماله

### السينما
- 2005 : The Champions Gang 2 (Sandlot 2) من تأليف David M. Evans : سامي صامويلسون
- 2006 : بونداج (قيود) إريك ألين بيل: يونغ تري
- 2008 : أسطورة رجل الجبل : نيك
- 2008 : عائلة الصم : ويسلي

### التلفزيون
- 2011 : بُدّلتا عند الولادة : ايميت بليدسو

## الجوائز

### الترشيحات
- 2011 : جوائز اختيار الشباب: الإلهام على التلفزيون لبُدّل عند الولادة [6]
- 2012 : جوائز ملهمة من DeafNation.[7]

## روابط خارجية
- شون بيردي على موقع IMDb (الإنجليزية)
- شون بيردي على موقع ألو سيني (الفرنسية)
- شون بيردي على موقع أول موفي (الإنجليزية)
- شون بيردي على موقع قاعدة بيانات الأفلام السويدية (السويدية)
- شون بيردي على موقع قاعدة بيانات الفيلم (الإنجليزية)
- شون بيردي على موقع كينوبويسك (الروسية)
- الموقع الرسمي
- شون بيردي في قاعدة بيانات الأفلام على الإنترنت